# Tennistoernooi van Rosmalen 2014
|                                          |  |                                              |
| Coco Vandeweghe, winnares bij de vrouwen |  | Roberto Bautista Agut, winnaar bij de mannen |

Het tennistoernooi van Rosmalen van 2014 werd van zondag 15 tot en met zaterdag 21 juni 2014 gespeeld op de grasbanen van het Autotron Expodome in de Nederlandse plaats Rosmalen, onderdeel van de gemeente 's-Hertogenbosch. De officiële naam van het toernooi was Topshelf Open.
Het toernooi bestond uit twee delen:
- WTA-toernooi van Rosmalen 2014, het toernooi voor de vrouwen
- ATP-toernooi van Rosmalen 2014, het toernooi voor de mannen

## Toernooikalender
|                   | juni 2014 | juni 2014 | juni 2014 | juni 2014 | juni 2014 | juni 2014    | juni 2014    | juni 2014 |
| zon 15            | maa 16    | din 17    | din 17    | woe 18    | don 19    | vrĳ 20       | zat 21       |           |
| ----------------- | --------- | --------- | --------- | --------- | --------- | ------------ | ------------ | --------- |
| vrouwenenkelspel  | 1e ronde  | 1e ronde  | 1e ronde  | 2e ronde  | 2e ronde  | kwartfinale  | halve finale | finale    |
| vrouwendubbelspel | 1e ronde  | 1e ronde  | 1e ronde  | 2e ronde  | 2e ronde  | halve finale | finale       |           |
| mannenenkelspel   | 1e ronde  | 1e ronde  | 1e ronde  | 1e ronde  | 2e ronde  | kwartfinale  | halve finale | finale    |
| mannendubbelspel  | 1e ronde  | 1e ronde  | 1e ronde  | 1e ronde  | 2e ronde  | 2e ronde     | halve finale | finale    |

ATP-toernooi van Rosmalen – WTA-toernooi van Rosmalen

1996 · 1997 · 1998 · 1999 · 2000 · 2001 · 2002 · 2003 · 2004 · 2005 · 2006 · 2007 · 2008 · 2009 · 2010 · 2011 · 2012 · 2013 · 2014 · 2015 · 2016 · 2017 · 2018 · 2019 · 2020-2021 · 2022 · 2023 · 2024